# Precinct de Cave-In-Rock
Le precinct de Cave-In-Rock est un precinct électoral du comté de Hardin dans l'Illinois, aux États-Unis. En 2010, ce precinct comptait une population de 692 habitants.

## Source de la traduction
- (es) Cet article est partiellement ou en totalité issu de l’article de Wikipédia en espagnol intitulé « Distrito electoral de Cave-In-Rock (condado de Hardin, Illinois) » (voir la liste des auteurs).